# Xenopus calcaratus
Espèce
Xenopus calcaratus est une espèce d'amphibiens de la famille des Pipidae.

## Répartition
Cette espèce se rencontre au Cameroun vers le mont Cameroun et en Guinée équatoriale à Bioko.

## Publication originale
- Peters, 1875 : Über die von Herrn Professor Dr. R. Buchholz in Westafrika gesammelten Amphibien. Monatsberichte der Königlich preussischen Akademie der Wissenschaften zu Berlin, vol. 1875, p. 196-212 (texte intégral).